# Tjällmo distrikt
Tjällmo distrikt är ett distrikt i Motala kommun och Östergötlands län. 
Distriktet ligger nordost om Motala. 

## Tidigare administrativ tillhörighet
Distriktet inrättades 2016 och utgörs av socknen Tjällmo i Motala kommun.
Området motsvarar den omfattning Tjällmo församling hade vid årsskiftet 1999/2000.